# Segunda División de Chile 1982
El Campeonato Nacional de Fútbol de Segunda División de 1982 fue el 31° torneo disputado de la segunda categoría del fútbol profesional chileno, con la participación de 22 equipos. 
El torneo se jugó en dos ruedas con un sistema de todos-contra-todos.
El campeón del torneo fue Arturo Fernández Vial, que consiguió el ascenso a Primera División, un año después de haber logrado el ascenso desde Tercera División.

## Movimientos divisionales
| Pos | a Primera División de Chile 1982 |
| --- | -------------------------------- |
| 1º  | Deportes Arica (Campeón)         |
| 2º  | Santiago Morning                 |
| 3º  | Regional Atacama                 |
| 4º  | Rangers                          |

| Pos | desde Tercera División de Chile 1981 |
| --- | ------------------------------------ |
| 1º  | Arturo Fernández Vial (Campeón)      |

| Pos | Descendido desde Primera División de Chile 1981 |
| --- | ----------------------------------------------- |
| 1º  | Ñublense                                        |
| 2º  | Deportes Concepción                             |
| 3º  | San Luis de Quillota                            |
| 4º  | Everton                                         |

| Pos | Descendido a Tercera División de Chile 1982 |
| --- | ------------------------------------------- |
| -   | -                                           |

| Pos | Abandono de la Competencia. |
| --- | --------------------------- |
| 1º  | Deportes Aviación           |

## Equipos participantes
| Equipo               | Ciudad       |
| -------------------- | ------------ |
| Cobresal             | El Salvador  |
| Coquimbo Unido       | Coquimbo     |
| Colchagua            | San Fernando |
| Deportes Antofagasta | Antofagasta  |
| Deportes Concepción  | Concepción   |
| Deportes Linares     | Linares      |
| Deportes Ovalle      | Ovalle       |
| Everton              | Viña del Mar |
| Fernández Vial       | Concepción   |
| Green Cross Temuco   | Temuco       |
| Huachipato           | Talcahuano   |
| Iberia               | Los Ángeles  |
| Lota Schwager        | Coronel      |
| Malleco Unido        | Angol        |
| Ñublense             | Chillán      |
| San Antonio Unido    | San Antonio  |
| San Luis             | Quillota     |
| Santiago Wanderers   | Valparaíso   |
| Talagante Ferro      | Talagante    |
| Trasandino           | Los Andes    |
| Unión La Calera      | La Calera    |
| Unión San Felipe     | San Felipe   |

## Tabla de posiciones
| Pos | Equipo                 | PJ | PG | PE | PP | GF | GC | Dif | Bono | Pts |
| --- | ---------------------- | -- | -- | -- | -- | -- | -- | --- | ---- | --- |
| 1   | Arturo Fernández Vial  | 42 | 21 | 14 | 7  | 66 | 43 | 23  | -    | 56  |
| 2   | Everton                | 42 | 20 | 13 | 9  | 62 | 42 | 20  | 2    | 55  |
| 3   | Trasandino             | 42 | 22 | 9  | 11 | 68 | 47 | 21  | 1    | 54  |
| 4   | Unión San Felipe       | 42 | 23 | 8  | 11 | 54 | 46 | 8   | -    | 54  |
| 5   | Deportes Antofagasta   | 42 | 22 | 9  | 11 | 68 | 35 | 33  | -    | 53  |
| 6   | Cobresal               | 42 | 19 | 14 | 9  | 72 | 41 | 31  | 1    | 53  |
| 7   | Unión La Calera        | 42 | 19 | 15 | 8  | 75 | 48 | 29  | -    | 53  |
| 8   | San Antonio Unido      | 42 | 19 | 14 | 9  | 48 | 29 | 19  | -    | 52  |
| 9   | San Luis               | 42 | 20 | 8  | 14 | 58 | 43 | 15  | -    | 48  |
| 10  | Coquimbo Unido         | 42 | 15 | 15 | 12 | 51 | 42 | 9   | -    | 45  |
| 11  | Deportes Concepción    | 42 | 15 | 13 | 14 | 52 | 47 | 5   | -    | 43  |
| 12  | Santiago Wanderers (*) | 42 | 15 | 12 | 15 | 49 | 53 | -4  | -    | 42  |
| 13  | Lota Schwager          | 42 | 13 | 15 | 14 | 48 | 61 | -13 | -    | 41  |
| 14  | Ñublense               | 42 | 9  | 20 | 13 | 39 | 46 | -7  | -    | 38  |
| 15  | Green Cross-Temuco     | 42 | 12 | 12 | 18 | 59 | 73 | -14 | -    | 36  |
| 16  | Colchagua              | 42 | 11 | 10 | 21 | 51 | 70 | -19 | 1    | 33  |
| 17  | Deportes Ovalle        | 42 | 13 | 7  | 22 | 29 | 48 | -19 | -    | 33  |
| 18  | Deportes Linares       | 42 | 9  | 13 | 20 | 49 | 65 | -16 | -    | 31  |
| 19  | Iberia Biobío          | 42 | 6  | 17 | 19 | 42 | 69 | -27 | -    | 29  |
| 20  | Huachipato             | 42 | 7  | 14 | 21 | 36 | 66 | -30 | -    | 28  |
| 21  | Malleco Unido          | 42 | 8  | 10 | 24 | 32 | 62 | -30 | -    | 26  |
| 22  | Talagante Ferro        | 42 | 11 | 4  | 27 | 52 | 84 | -32 | -    | 26  |

PJ=Partidos jugados; PG=Partidos ganados; PE=Partidos empatados; PP=Partidos perdidos; GF=Goles a favor; GC=Goles en contra; Dif=Diferencia de gol; Bono=Bono por Copa Polla Gol; Pts=Puntos

|  | Campeón. Asciende a Primera División |
|  | Asciende a Primera División          |
|  | Clasifica a la Liguilla de promoción |
|  | Desciende a Tercera División         |

### Campeón
| Chile                            |
| Campeón Arturo Fernández Vial    |
| Asciende a Primera División 1983 |

### Ascenso de Santiago Wanderers
La Asociación Central de Fútbol decidió otorgar un cupo adicional en Primera División al equipo con mayor asistencia de espectadores en sus partidos de local, que no haya logrado en cancha su derecho de jugar en la máxima categoría. De esta forma, Santiago Wanderers consiguió el ascenso por esta vía, a pesar de haber terminado 12° en el torneo.

## Liguilla de Promoción
Los 4 equipos que participaron en esa liguilla, tenían que jugar en una sola sede, en este caso en Viña del Mar y lo disputaron en un formato de todos contra todos en 3 partidos. Los 2 ganadores jugarán en Primera División para el año 1983, mientras que los 2 perdedores jugarán en Segunda División para el mismo año mencionado.
| Pos | Equipo          | PJ | PG | PE | PP | GF | GC | Dif | Pts |
| --- | --------------- | -- | -- | -- | -- | -- | -- | --- | --- |
| 1   | Unión Española  | 3  | 2  | 1  | 0  | 6  | 3  | 3   | 5   |
| 2   | Palestino       | 3  | 2  | 0  | 1  | 7  | 5  | 2   | 4   |
| 3   | Unión La Calera | 3  | 1  | 0  | 2  | 3  | 6  | -3  | 2   |
| 4   | Cobresal        | 3  | 0  | 1  | 2  | 1  | 3  | -2  | 1   |

PJ=Partidos jugados; PG=Partidos ganados; PE=Partidos empatados; PP=Partidos perdidos; GF=Goles a favor; GC=Goles en contra; Dif=Diferencia de gol; Pts=Puntos
|  | Jugarán en Primera División de Chile 1983 |
|  | Jugarán en Segunda División de Chile 1983 |

1.ª Fecha
| 2 de febrero de 1983 | Unión Española | 1 : 1 | Cobresal       | Estadio Sausalito, Viña del Mar |  |
|                      | Hugo Ubeda     |       | Hernán Cambria |                                 |  |

| 2 de febrero de 1983 | Palestino                                                               | 4 : 2 | Unión La Calera               | Estadio Sausalito, Viña del Mar |  |
|                      | Leonardo Montenegro · Pedro Pinto · Cristian Jélvez (ag) · Rodolfo Dubó |       | M. Herrera · Avelino Albornoz |                                 |  |

2.ª Fecha
| 5 de febrero de 1983 | Cobresal | 0 : 1 | Unión La Calera | Estadio Sausalito, Viña del Mar |  |
|                      |          |       | M. Herrera      |                                 |  |

| 5 de febrero de 1983 | Palestino                     | 2 : 3 | Unión Española                                     | Estadio Sausalito, Viña del Mar |  |
|                      | Pedro Pinto · Edgardo Fuentes |       | Horacio Simaldone · Ramón Pérez · Marco Opazo (ag) |                                 |  |

3.ª Fecha
| 8 de febrero de 1983 | Unión La Calera | 0 : 2 | Unión Española    | Estadio Sausalito, Viña del Mar |  |
|                      |                 |       | Anotado · Anotado |                                 |  |

| 8 de febrero de 1983 | Cobresal | 0 : 1 | Palestino    | Estadio Sausalito, Viña del Mar |  |
|                      |          |       | Rodolfo Dubó |                                 |  |

- Unión Española y Palestino se mantienen en la Primera División para el año 1983. En tanto, Unión La Calera y Cobresal se mantienen en la Segunda División, para la misma temporada mencionada.